# 2012年ロンドンオリンピックのラオス選手団
2012年ロンドンオリンピックのラオス選手団（2012ねんロンドンオリンピックのラオスせんしゅだん）は、2012年7月27日から8月12日までイギリスのロンドンで開催されたロンドンオリンピックラオス選手団の名簿である。

## 選手団
- 人員: 選手 3人
- 開会式旗手: Kilakone Siphonexay

## 種目別選手・スタッフ名簿及び成績

### 陸上競技
- Kilakone Siphonexay（男子100m）11秒30 予備予選敗退
- Laenly Phoutthavong（女子100m）13秒15 予備予選敗退

### 競泳
- Phathana Inthavong（男子50m自由形）28秒17 予選敗退